# Ariastes monostigma
Ariastes monostigma là một loài bọ cánh cứng trong họ Cerambycidae.